# مانع صوتی

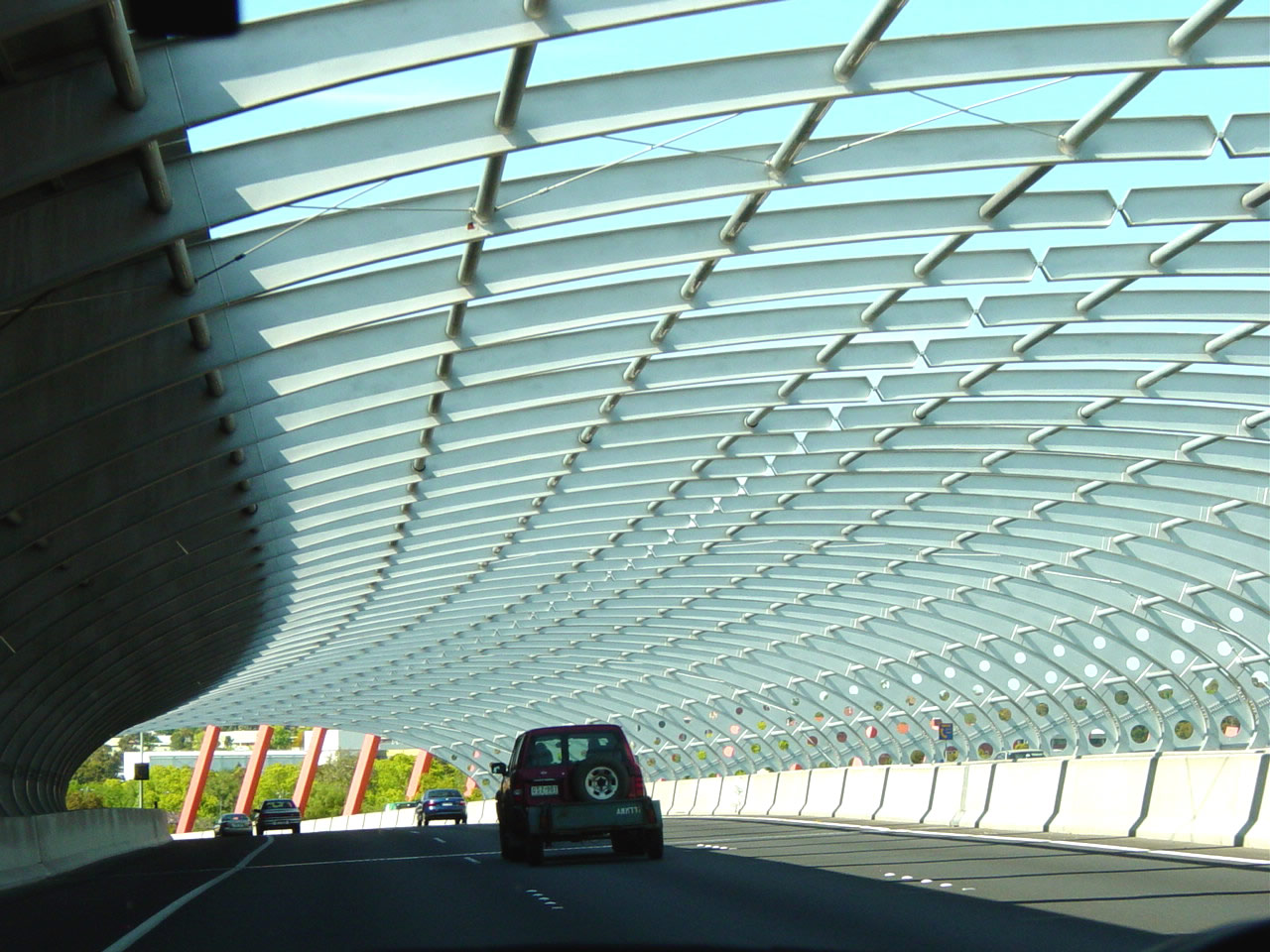
این لوله صوتی در ملبورن، استرالیا، به منظور کاهش سر و صدای جاده بدون کاهش جذابیت منطقه طراحی شده‌است.

مانع صوتی (یک soundwall نیز نامیده می‌شود، دیوار صوتی) یک سازه خارجی برای محافظت از سروصدا و آلودگی صوتی می‌باشد. موانع صوتی از موثرترین روش‌ها برای کاهش آلودگی صوتی در اطراف جاده‌ها، راه‌آهن و صنایع مختلف می‌باشند.
سایر روش‌های کاهش شدت سر و صدا عبارتند از: استفاده از وسایل نقلیه هیبریدی و برقی و بهبود آیرودینامیک وسایل نقلیه. استفاده گسترده از موانع صوتی در ایالات متحده پس از تنظیم مقررات آلودگی صوتی در اوایل دهه ۱۹۷۰ آغاز شد.

## تاریخچه
از اواسط قرن بیستم، با گسترش استفاده از وسایل نقلیه، ساخت موانع صوتی در ایالات متحده آغاز شد. در جاده I-680 در میلپیتاس، کالیفرنیا اولین مانع صوتی ساخته شد. در اواخر دهه ۱۹۶۰، از فناوری آکوستیک تحلیلی برای اندازه‌گیری راندمان مانع صوتی استفاده شد. تا دهه ۱۹۹۰ موانع صوتی که اغلب از مواد شفاف ساخته می‌شدند در دانمارک و سایر کشورهای اروپای غربی به کار گرفته می‌شدند. در عکس زیر، یک محقق داده‌ها را برای تنظیم یک مدل صدای جاده ای برای یک بزرگراه جمع‌آوری می‌کند.

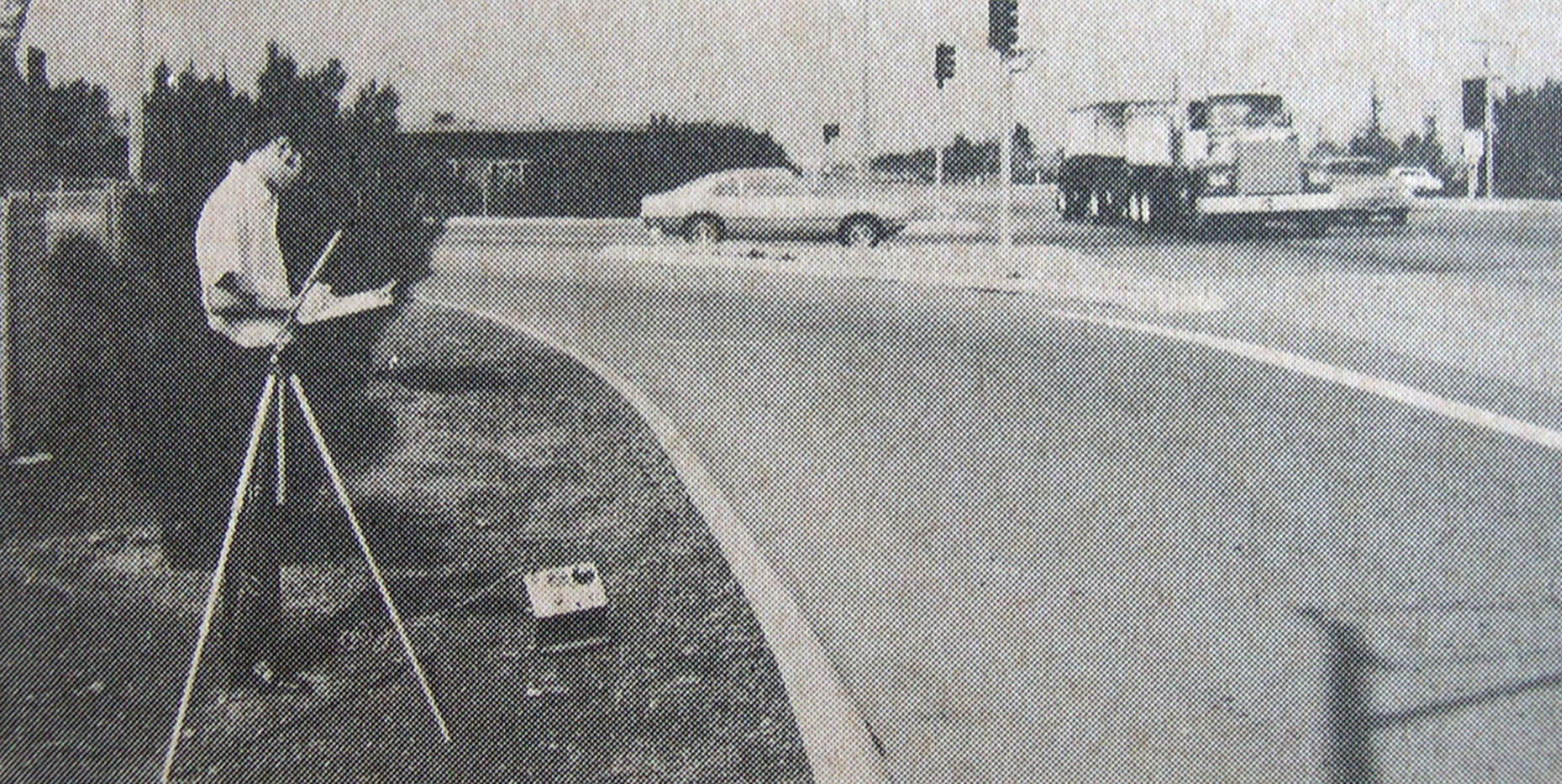
دانشمند آکوستیک در حال طراحی مانع صوتی، سانتا کلارا، کالیفرنیا.

بهترین مدل‌های اولیه صوتی اثرات هندسه جاده، توپوگرافی، اندازه خودرو، سرعت وسایل نقلیه، درصد ماشین‌های سنگین، سطح جاده و شرایط جوی را در نظر می‌گرفتند. چندین گروه تحقیقاتی در ایالات متحده انواع مختلفی از تکنیک‌های مدل‌سازی رایانه ای آلودگی صوتی را توسعه داده‌اند از جمله: دفتر مرکزی کالترانس در ساکرامنتو، کالیفرنیا. گروه ESL Inc. در سانی‌ویل، کالیفرنیا؛ گروه بولت، برانک و نیومن در کمبریج، ماساچوست و یک تیم تحقیقاتی در دانشگاه فلوریدا.
قانون سیاست ملی محیط زیست ایالات متحده تجزیه و تحلیل آلودگی صوتی در اطراف هر بزرگراه در این کشور را اجباری کرده‌است. با تصویب قانون کنترل آلودگی صوتی در سال ۱۹۷۲ در ایالات متحده، تقاضا برای طراحی مانع صوتی به شدت افزایش یافت.
در اواخر دهه ۱۹۷۰، بسیاری از گروه‌های تحقیقاتی در ایالات متحده در حال استفاده از مدل‌های رایانه‌ای آلودگی صوتی بوده‌اند و حداقل ۲۰۰ مکان مختلف برای موانع صوتی هر ساله مورد بررسی قرار می‌گرفت. ماهیت و دقت مدل‌های رایانه‌ای کنونی تقریباً با نسخه‌های اصلی دهه ۱۹۷۰ یکسان است.

## طراحی
برای طراحی یک مانع صوتی، منابعی مانند جاده یا راه‌آهن به عنوان یک منبع خطی در نظر گرفته می‌شوند. امواج صوتی با برخورد به مانع تضعیف می‌شوند؛ این امواج هنگام عبور از لبه مانع رو به پایین خم می‌شوند. بهترین مکان برای قرار دادن مانع صوتی در نزدیکی منبع یا گیرنده است. کم اثرترین مکان در وسط فاصله بین گیرنده و منبع می‌باشد. محاسبات مربوط به تأثیر موانع بر آلودگی صوتی معمولاً بر اساس فرمول بسط داده شده توسط فرینل انجام می‌شود.

## اثرات بر آلودگی هوا
موانع صوتی علاوه بر کاهش آلودگی صوتی، آلودگی هوا را نیز در اطراف جاده‌ها کاهش می‌دهند. مانع صوتی باعث می‌شود که آلاینده‌های منتشر شده در جاده پس از برخورد با مانع به ارتفاع بالاتر بروند. همچنین این موانع آشفتگی‌های جوی را افزایش داده و باعث پراکندگی بیشتر آلاینده‌ها و در نتیجه کاهش غلظت آن‌ها می‌شوند. تحقیقات و مقالات متعددی نشان داده‌اند که در فاصله ۱۵–۵۰ متری پشت دیوار صوتی، میزان غلظت آلودگی هوا در می‌تواند تا نصف نسبت به جاده‌هایی بدون این موانع کاهش یابند.